# کارول بیکر
کارول بِیکر (انگلیسی: Carroll Baker؛ زاده ۲۸ مهٔ ۱۹۳۱) هنرپیشه اهل ایالات متحده آمریکا است که بین سال‌های ۱۹۵۳ تا ۲۰۰۳ میلادی فعالیت می‌کرد.

## زندگی شخصی
بیکر پس از ترک هالیوود در اواسط دهه شصت، همراه با گروه کریسمس USO باب هوپ برای سرگرمی سربازان در ویتنام و آسیای جنوب شرقی سفر کرد، تجربه‌ای که او آن را اصلاح‌کننده توصیف کرد: «در بیمارستان‌ها دست مردان جوان آسیب دیده را می‌گرفتم و من فهمیدم که درد من انحصاری نیست: در این دنیا رنجی بسیار وحشتناک تر از من وجود دارد." 

## بخشی از فیلم‌شناسی
از فیلم‌ها یا برنامه‌های تلویزیونی که وی در آن نقش داشته‌است می‌توان به آثار زیر اشاره کرد.
- بازی (۱۹۹۷)
- چرخند (۱۹۷۸)
- معجزه (۱۹۵۹)
- غول (۱۹۵۶)
- بیبی دال (۱۹۵۶)
- چگونه غرب تسخیر شد (۱۹۶۲)
- پلیس کودکستان (۱۹۹۰)
- همسر باکره
- کلاس خصوصی (۱۹۷۵)
- اعترافات یک زن خانه‌دار ناکام (۱۹۷۶)
- سلطان سرخ
- آیرن‌وید (۱۹۸۷)
- بابا یاگا ()
- هارلو (۱۹۶۵)
- تازه‌به‌دوران‌رسیده‌ها (۱۹۶۴)
- پائیز قبیله شاین (۱۹۶۴)
- کشور بزرگ (۱۹۵۸)
- چرخند (فیلم ۱۹۷۸) (۱۹۷۸)
- قصه‌هایی از سردابه (مجموعه تلویزیونی) (۱۹۹۱)
- اما نه برای من (فیلم) (۱۹۵۹)
- پسر بومی (۱۹۸۶)
- Something Wild (1961)